# التعليم بين المهنيين
التعليم بين المهنيين (المعروف أيضا باسم التعليم المشترك بين المهنيين) يشير إلى المناسبات التي يتعلم فيها الطلاب من مهنتين أو أكثر في مجال الرعاية الصحية والإجتماعية معاً أثناء التدريب المهني الكامل أو الجزئي لهم بهدف تشجيع الممارسة التعاونية لتوفير الرعاية الصحية التي تركز على العملاء أو المرضى.

## نظرة عامة
يتضمن التعلم بين المهنيين تعلم الطلاب من طلاب المهن الأخرى، بالإضافة إلى التعلم مع الطلاب من المهن الأخرى، على سبيل المثال في غرفة الصف، والتعلم عن المهن الأخرى. يمكن ان يتم التعليم والتدريس بين المهنيين في مؤسسة اكاديمية، ولكن يحدث ايضاً بشكل منتظم في بيئات العمل حيث يكتسب الطلاب خبرة عملية وقابلة للتطبيق
تشمل المصطلحات المرتبطة بذلك «التعليم المتعدد المهن»، «التعلم المشترك»، «التعلم الشائع»، «التعلم المتعدد التخصصات». على النقيض من التعليم المتعدد المهنيين والتعليم بين المهنيين ينطوي على التعلم التفاعلي الذي يركز على التشارك النشط. وهي تستخدم اساسا في مجالات الصحة والرعاية الاجتماعية، حيث يتوقع ان تؤدي الممارسة التعاونية والمتمركزة حول. المريض إلى تحسين فعالية الرعاية الصحية ونوعية حياة مستخدمي الخدمات الصحية والاجتماعية.
هناك نقاش حول فعالية التعليم بين المهنيين في تمكين الممارسة التعاونية. ولا تزال البحوث والمراجعات المنهجية تحدد بعض الادلة على فعالية تغيير المواقف. ولكن الامر يتطلب المزيد من الادلة التجريبة التي تؤكد التأثير البعيد الأمد، وخاصة فيما يتصل بالتأثيرات التي قد تؤثر على جودة الخدمات وتجارب مستخدمي الخدمات والمرضى. مع ذلك، تم إجراء المزيد من تقييمات التعليم بين المهنيين بالمقارنة مع العديد من المناهج التعليمية المقبولة بشكل عام.

## مجموعة الدراسة التابعة لمنظمة الصحة العالمية واللجنة العالمية للتعليم المهني المشترك والممارسات التعاونية
لأهمية التعليم المهني كواحد من الأساليب المبتكرة التي يمكن أن تساعد في معالجة تحدي القوى العاملة الصحية العالمية، عقدت منظمة الصحة العالمية (WHO) فريق دراسة تابع لمنظمة الصحة العالمية حول التعليم بين المهنيين والممارسة التعاونية في عام  2007للتعبير عن فهم أكبر من هذه القضية في سياق عالمي. وكُلِّفت بتقديم إرشادات إلى دول الأعضاء بشأن كيفية استخدام التعاون بين المهنيين لتوسيع نطاق وبناء القوى العاملة الصحية الأكثر مرونة التي تمكن من تلبية الاحتياجات الصحية المحلية بكفاءة وفعالية مع زيادة الموارد إلى أقصى حد.
ضمت المجموعة الدراسية التابعة لمنظمة الصحة العالمية شركاء مختلفين وباشرت ببرنامج عمل بلغ ذروته في نشر إطار عمل منظمة الصحة العالمية بشأن التعليم بين المهنيين والممارسة التعاونية في مارس 2010. يسلط الإطار الضوء على الوضع الحالي للتعاون بين العاملين حول العالم، ويحدد الآليات التي تشكل العمل الجماعي التعاوني الناجح، وتحدد سلسلة من عناصر العمل التي يمكن لصناع السياسات تطبيقها داخل نظامهم الصحي المحلي. يوفر الإطار استراتيجيات وأفكار يمكن أن تساعد صناع السياسات الصحية على تنفيذ عناصر التعليم بين المهنيين والممارسة التعاونية التي ستكون أكثر فائدة في سلتطهم القضائية.